# Foltoscsőrű réce
A foltoscsőrű réce (Anas poecilorhyncha) a madarak osztályának lúdalakúak (Anseriformes)  rendjébe és a récefélék (Anatidae) családjába tartozó faj.

## Rendszerezése
A fajt Johann Reinhold Forster német ornitológus írta le 1863-ban.

## Alfajai
- Anas poecilorhyncha haringtoni (Oates, 1907)
- Anas poecilorhyncha poecilorhyncha J. R. Forster, 1781
- Anas poecilorhyncha zonorhyncha Swinhoe, 1866

## Előfordulása
Előfordul Pakisztánban és Indiától Délkelet-Japánig. Természetes élőhelyei a szikes lagúnák, édesvízi mocsarak és tavak. Vonuló faj.

## Megjelenése
Testhossza 63 centiméter, testtömege 750-1500 gramm.
|  |  |

## A kultúrában
A Pokémon valamennyi részében szerepel foltoscsőrű réce.

## Természetvédelmi helyzete
Az elterjedési területe rendkívül nagy, egyedszáma pedig nagy, csökken. A Természetvédelmi Világszövetség Vörös listáján nem fenyegetett fajként szerepel.

## Fordítás
- Ez a szócikk részben vagy egészben  a   Spot-billed Duck című angol Wikipédia-szócikk fordításán alapul.  Az eredeti cikk szerkesztőit annak laptörténete sorolja fel. Ez a jelzés csupán a megfogalmazás eredetét és a szerzői jogokat jelzi, nem szolgál a cikkben szereplő információk forrásmegjelöléseként.